# غزوئية جشمة خندلي (قلعة أصغر)
غزوئية جشمة خندلي (بالفارسية: گزوئیه چشمه خندلی) هي قرية تقع في إيران في ناحية لاله زار. يقدر عدد سكانها بـ 65 نسمة .